# 新疆生产建设兵团文物保护单位
新疆生产建设兵团文物保护单位是根据《中华人民共和国文物保护法》及有关法律规定，由新疆生产建设兵团公布的兵团级文物保护单位名录。截止2024年，收录2010年第一批1处，2017年第二批93处，2024年第三批37处，共计131处文物保护单位。2018年7月，新疆生产建设兵团办公厅印发《新疆生产建设兵团关于公布兵团第一批、第二批文物保护单位保护范围和建设控制地带的通知》，确定了前两批新疆生产建设兵团文物保护单位的保护范围和建设控制地带。
截止2024年，新疆生产建设兵团文物保护单位中有小李庄军垦遗址；玉尔滚俱乐部旧址和玉尔滚卫生院旧址组成的玉尔滚军垦旧址；第八师石河子市中国人民解放军第二十二兵团机关办公楼旧址、第八师石河子市陶峙岳、张仲瀚办公居住旧址、第八师石河子市石河子新城兵团小礼堂组成的石河子军垦旧址列入全国重点文物保护单位。

## 第一批
2010年1月，新疆生产建设兵团印发《关于命名农八师小李庄军垦遗址为兵团首批重点文物保护单位》的通知，新疆生产建设兵团首批文物保护单位公布，共1处。
| 名称                 | 类别                       | 时代   | 师（市）               | 地址     | 图像 | 状态                                 |
| -------------------- | -------------------------- | ------ | ---------------------- | -------- | ---- | ------------------------------------ |
| 农八师小李庄军垦遗址 | 近现代重要史迹及代表性建筑 | 1953年 | 新疆生产建设兵团第八师 | 一四七团 |      | 2013年列为第七批全国重点文物保护单位 |

## 第二批
2017年9月，新疆生产建设兵团公布兵团第二批文物保护单位，类别包括古遗址、古墓葬、古建筑、石窟寺及石刻、近现代重要史迹及代表性建筑，共计93处。
| 名称                                                               | 类别                       | 时代                     | 师（市）                         | 地址               | 图像 | 状态                                                         |
| ------------------------------------------------------------------ | -------------------------- | ------------------------ | -------------------------------- | ------------------ | ---- | ------------------------------------------------------------ |
| 第三师图木舒克市坎斯坎套佛寺遗址                                   | 古遗址                     | 魏晋至唐宋               | 新疆生产建设兵团第三师图木舒克市 | 五十一团           |      |                                                              |
| 第三师图木舒克市火烧城遗址                                         | 古遗址                     | 汉至唐                   | 新疆生产建设兵团第三师图木舒克市 | 五十三团           |      |                                                              |
| 第三师图木舒克市脱库吞木烽火台                                     | 古遗址                     | 唐至宋                   | 新疆生产建设兵团第三师图木舒克市 | 五十一团           |      |                                                              |
| 第三师图木舒克市夏哈勒墩烽火台                                     | 古遗址                     | 唐至宋                   | 新疆生产建设兵团第三师图木舒克市 | 五十一团           |      |                                                              |
| 第四师可克达拉市七十四团波马古城遗址                               | 古遗址                     | 西汉                     | 新疆生产建设兵团第四师可克达拉市 | 七十四团           |      |                                                              |
| 第五师双河市泉水沟遗址                                             | 古遗址                     | 青铜时代至早期铁器时代   | 新疆生产建设兵团第五师双河市     | 八十四团           |      |                                                              |
| 第六师五家渠市新渠古城遗址                                         | 古遗址                     | 清代                     | 新疆生产建设兵团第六师五家渠市   | 一○三团            |      |                                                              |
| 第六师五家渠市青圪垯遗址                                           | 古遗址                     | 唐代                     | 新疆生产建设兵团第六师五家渠市   | 红旗农场           |      |                                                              |
| 第六师五家渠市马桥城古遗址                                         | 古遗址                     | 清代                     | 新疆生产建设兵团第六师五家渠市   | 一〇六团           |      |                                                              |
| 第八师石河子市镇山丹湖村清代烽火台                                 | 古遗址                     | 清代                     | 新疆生产建设兵团第八师石河子市   | 石河子镇           |      |                                                              |
| 第十二师二二二团古沙河遗址                                         | 古遗址                     | 春秋战国                 | 新疆生产建设兵团第八师第十二师   | 二二二团           |      |                                                              |
| 第十二师二二二团四连阜北古城                                       | 古遗址                     | 唐代                     | 新疆生产建设兵团第十二师         | 二二二团           |      |                                                              |
| 第十二师二二二团一连沙土梁子遗址                                   | 古遗址                     | 春秋战国                 | 新疆生产建设兵团第十二师         | 二二二团           |      |                                                              |
| 第十三师黄田农场庙儿沟沟口遗址                                     | 古遗址                     | 青铜器时代至早期铁器时代 | 新疆生产建设兵团第十三师新星市   | 黄田农场           |      |                                                              |
| 第十三师黄田农场庙尔沟佛教遗址                                     | 古遗址                     | 唐代                     | 新疆生产建设兵团第十三师新星市   | 黄田农场           |      |                                                              |
| 第十三师红星四场克尔乔玛克遗址                                     | 古遗址                     | 青铜器时代至早期铁器时代 | 新疆生产建设兵团第十三师新星市   | 红星四场           |      |                                                              |
| 第十三师红星四场八木墩遗址                                         | 古遗址                     | 青铜器时代至早期铁器时代 | 新疆生产建设兵团第十三师新星市   | 红星四场           |      |                                                              |
| 第一师阿拉尔市四团民族连古墓群                                     | 古墓葬                     | 待进一步考古             | 新疆生产建设兵团第一师阿拉尔市   | 四团               |      |                                                              |
| 第一师阿拉尔市十一团十三连古墓群                                   | 古墓葬                     | 待进一步考古             | 新疆生产建设兵团第一师阿拉尔市   | 十一团             |      |                                                              |
| 第四师可克达拉市七十四团纳林果勒古墓群遗址                         | 古墓葬                     | 战国、西汉               | 新疆生产建设兵团第四师可克达拉市 | 七十四团           |      |                                                              |
| 第四师可克达拉市六十七团洪纳海麻扎                                 | 古墓葬                     | 西辽                     | 新疆生产建设兵团第四师可克达拉市 | 六十七团           |      |                                                              |
| 第六师五家渠市土墩子清真寺                                         | 古建筑                     | 清代                     | 新疆生产建设兵团第六师五家渠市   | 土墩子农场         |      |                                                              |
| 第一师阿拉尔市五团喀拉玉尔滚石窟                                   | 石窟寺及石刻               | 北朝至唐                 | 新疆生产建设兵团第一师阿拉尔市   | 五团               |      |                                                              |
| 第三师图木舒克市托库孜萨来塔格石刻造像                             | 石窟寺及石刻               | 唐代                     | 新疆生产建设兵团第四师图木舒克市 | 五十一团           |      |                                                              |
| 第九师一六五团老水磨岩画                                           | 石窟寺及石刻               | 新石器时代               | 新疆生产建设兵团第九师白杨市     | 一六五团           |      |                                                              |
| 第十三师黄田农场庙尔沟岩画                                         | 石窟寺及石刻               | 古代的游牧民族           | 新疆生产建设兵团第十三师新星市   | 黄田农场           |      |                                                              |
| 第五师八十四团怪石峪岩画及墓葬                                     | 石窟寺及石刻               | 秦汉、隋唐时期           | 新疆生产建设兵团第五师双河市     | 八十四团           |      |                                                              |
| 第一师阿拉尔市一团“中国人民银行”旧址                               | 近现代重要史迹及代表性建筑 | 1953年                   | 新疆生产建设兵团第一师阿拉尔市   | 一团               |      |                                                              |
| 第一师阿拉尔市一团“人民邮电”旧址                                   | 近现代重要史迹及代表性建筑 | 1953年                   | 新疆生产建设兵团第一师阿拉尔市   | 一团               |      |                                                              |
| 第一师阿拉尔市二团老水泥厂及煤矿旧址                               | 近现代重要史迹及代表性建筑 | 1958年                   | 新疆生产建设兵团第一师阿拉尔市   | 二团               |      |                                                              |
| 第一师阿拉尔市三团老办公室旧址                                     | 近现代重要史迹及代表性建筑 | 1958年                   | 新疆生产建设兵团第一师阿拉尔市   | 三团               |      |                                                              |
| 第一师阿拉尔市四团老龙口                                           | 近现代重要史迹及代表性建筑 | 1969年                   | 新疆生产建设兵团第一师阿拉尔市   | 四团               |      |                                                              |
| 第一师阿拉尔市五团玉尔滚俱乐部旧址                                 | 近现代重要史迹及代表性建筑 | 1973年                   | 新疆生产建设兵团第一师阿拉尔市   | 五团               |      | 2019年作为“玉尔滚军垦旧址”之一列入第八批全国重点文物保护单位 |
| 第一师阿拉尔市五团玉尔滚卫生院旧址                                 | 近现代重要史迹及代表性建筑 | 1976年                   | 新疆生产建设兵团第一师阿拉尔市   | 五团               |      | 2019年作为“玉尔滚军垦旧址”之一列入第八批全国重点文物保护单位 |
| 第一师阿拉尔市六团修理连修理厂旧址                                 | 近现代重要史迹及代表性建筑 | 1972年                   | 新疆生产建设兵团第一师阿拉尔市   | 六团               |      |                                                              |
| 第一师阿拉尔市七团八连老粮仓                                       | 近现代重要史迹及代表性建筑 | 1978年                   | 新疆生产建设兵团第一师阿拉尔市   | 七团               |      |                                                              |
| 第一师阿拉尔市八团六连库房                                         | 近现代重要史迹及代表性建筑 | 1964年                   | 新疆生产建设兵团第一师阿拉尔市   | 八团               |      |                                                              |
| 第一师阿拉尔市八团六连四支渠大桥                                   | 近现代重要史迹及代表性建筑 | 1964年                   | 新疆生产建设兵团第一师阿拉尔市   | 八团               |      |                                                              |
| 第一师阿拉尔市十团十二连俱乐部旧址                                 | 近现代重要史迹及代表性建筑 | 1974年                   | 新疆生产建设兵团第一师阿拉尔市   | 十团               |      |                                                              |
| 第一师阿拉尔市十三团八连俱乐部旧址                                 | 近现代重要史迹及代表性建筑 | 1964年                   | 新疆生产建设兵团第一师阿拉尔市   | 十三团             |      |                                                              |
| 第一师阿拉尔市十二团十四连扬水站                                   | 近现代重要史迹及代表性建筑 | 1964年                   | 新疆生产建设兵团第一师阿拉尔市   | 十二团             |      |                                                              |
| 第一师阿拉尔市十六团一营营部旧址                                   | 近现代重要史迹及代表性建筑 | 1968年                   | 新疆生产建设兵团第一师阿拉尔市   | 十六团             |      |                                                              |
| 第一师阿拉尔市水利水电工程处老办公楼                               | 近现代重要史迹及代表性建筑 | 1962年                   | 新疆生产建设兵团第一师阿拉尔市   | 阿拉尔市           |      |                                                              |
| 第一师阿拉尔市青松建化总厂胜利渠水电站                             | 近现代重要史迹及代表性建筑 | 1963年                   | 新疆生产建设兵团第一师阿拉尔市   | 青松建化总厂       |      |                                                              |
| 塔里木大学旧建筑群                                                 | 近现代重要史迹及代表性建筑 | 1962年                   | 新疆生产建设兵团第一师阿拉尔市   | 塔里木大学         |      |                                                              |
| 第一师阿拉尔市塔河种业公司精细化工厂旧址                           | 近现代重要史迹及代表性建筑 | 1960年                   | 新疆生产建设兵团第一师阿拉尔市   | 塔河种业公司       |      |                                                              |
| 第三师图木舒克市五〇团机关旧址                                     | 近现代重要史迹及代表性建筑 | 1973年                   | 新疆生产建设兵团第三师图木舒克市 | 五〇团             |      |                                                              |
| 第六师五家渠市一〇二团十七连连部旧址                               | 近现代重要史迹及代表性建筑 | 1965年                   | 新疆生产建设兵团第六师五家渠市   | 一〇二团           |      |                                                              |
| 第六师五家渠市一〇二团原四营营部旧址                               | 近现代重要史迹及代表性建筑 | 1958年                   | 新疆生产建设兵团第六师五家渠市   | 一〇二团           |      |                                                              |
| 第六师五家渠市原农六师司令部办公楼                                 | 近现代重要史迹及代表性建筑 | 1954年                   | 新疆生产建设兵团第六师五家渠市   | 五家渠市           |      |                                                              |
| 第六师五家渠市芳草湖碉堡粮仓                                       | 近现代重要史迹及代表性建筑 | 1968年                   | 新疆生产建设兵团第六师五家渠市   | 芳草湖农场         |      |                                                              |
| 第六师五家渠市芳草湖张家村屯庄遗址                                 | 近现代重要史迹及代表性建筑 | 1932年                   | 新疆生产建设兵团第六师五家渠市   | 芳草湖农场         |      |                                                              |
| 第六师五家渠市军户农场毛泽东画像宣传牌                             | 近现代重要史迹及代表性建筑 | 1966年                   | 新疆生产建设兵团第六师五家渠市   | 军户农场           |      |                                                              |
| 第六师五家渠市新湖二场三连辛建西烈士之墓                           | 近现代重要史迹及代表性建筑 | 1978年                   | 新疆生产建设兵团第六师五家渠市   | 新湖二场           |      |                                                              |
| 第六师五家渠市一〇三团二连周春山烈士墓                             | 近现代重要史迹及代表性建筑 | 1975年                   | 新疆生产建设兵团第六师五家渠市   | 蔡家湖镇           |      |                                                              |
| 第七师一三七团老二连屯垦旧址                                       | 近现代重要史迹及代表性建筑 | 1958年                   | 新疆生产建设兵团第七师胡杨河市   | 一三七团           |      |                                                              |
| 第八师石河子垦区第一口水井旧址                                     | 近现代重要史迹及代表性建筑 | 1950年                   | 新疆生产建设兵团第八师石河子市   | 石河子市           |      |                                                              |
| 第八师石河子市中国人民解放军第二十二兵团机关办公楼旧址             | 近现代重要史迹及代表性建筑 | 1952年                   | 新疆生产建设兵团第八师石河子市   | 石河子市           |      | 2019年作为“石河子军垦旧址”之一列入第八批全国重点文物保护单位 |
| 第八师石河子市陶峙岳、张仲瀚办公居住旧址                           | 近现代重要史迹及代表性建筑 | 1952年                   | 新疆生产建设兵团第八师石河子市   | 石河子市           |      | 2019年作为“石河子军垦旧址”之一列入第八批全国重点文物保护单位 |
| 第八师石河子市周恩来总理纪念碑                                     | 近现代重要史迹及代表性建筑 | 1977年                   | 新疆生产建设兵团第八师石河子市   | 北泉镇             |      |                                                              |
| 第八师石河子市周恩来纪念馆                                         | 近现代重要史迹及代表性建筑 | 1978年                   | 新疆生产建设兵团第八师石河子市   | 北泉镇             |      |                                                              |
| 第八师石河子市二十二兵团招待所旧址                                 | 近现代重要史迹及代表性建筑 | 1954年                   | 新疆生产建设兵团第八师石河子市   | 石河子市           |      |                                                              |
| 第八师石河子市工二师领导办公、居住旧址群                           | 近现代重要史迹及代表性建筑 | 1953年                   | 新疆生产建设兵团第八师石河子市   | 石河子市           |      |                                                              |
| 第八师石河子市粮油加工厂仓库建筑群                                 | 近现代重要史迹及代表性建筑 | 1954年                   | 新疆生产建设兵团第八师石河子市   | 石河子市           |      |                                                              |
| 第八师石河子市一三三团军垦粮仓                                     | 近现代重要史迹及代表性建筑 | 1959年                   | 新疆生产建设兵团第八师石河子市   | 一三三团           |      |                                                              |
| 第八师石河子市一三六团军垦礼堂                                     | 近现代重要史迹及代表性建筑 | 1950年                   | 新疆生产建设兵团第八师石河子市   | 一三六团           |      |                                                              |
| 第八师石河子市一三六团七连红大门                                   | 近现代重要史迹及代表性建筑 | 1964年                   | 新疆生产建设兵团第八师石河子市   | 一三六团           |      |                                                              |
| 第八师石河子市一四一团军垦礼堂旧址                                 | 近现代重要史迹及代表性建筑 | 1971年                   | 新疆生产建设兵团第八师石河子市   | 一四一团           |      |                                                              |
| 第八师石河子市一四八团机关办公室和招待所                           | 近现代重要史迹及代表性建筑 | 1964年                   | 新疆生产建设兵团第八师石河子市   | 一四八团           |      |                                                              |
| 第八师石河子市一四八团十五连军垦粮仓（屯粮碉堡）                   | 近现代重要史迹及代表性建筑 | 1958年                   | 新疆生产建设兵团第八师石河子市   | 一四八团           |      |                                                              |
| 第八师石河子市一四九团机关办公建筑群（含招待所、办公室、机关食堂） | 近现代重要史迹及代表性建筑 | 1964年                   | 新疆生产建设兵团第八师石河子市   | 一四九团           |      |                                                              |
| 第八师石河子市一五〇团青年宫                                       | 近现代重要史迹及代表性建筑 | 1959年                   | 新疆生产建设兵团第八师石河子市   | 一五〇团           |      |                                                              |
| 第八师石河子市一五二团三连彩门和影壁                               | 近现代重要史迹及代表性建筑 | 1967年                   | 新疆生产建设兵团第八师石河子市   | 一五二团           |      |                                                              |
| 第八师石河子市八一制糖厂建筑群                                     | 近现代重要史迹及代表性建筑 | 1956年                   | 新疆生产建设兵团第八师石河子市   | 石河子市           |      |                                                              |
| 石河子大学农学院农科楼                                             | 近现代重要史迹及代表性建筑 | 1963年                   | 新疆生产建设兵团第八师石河子市   | 石河子大学         |      |                                                              |
| 第八师石河子市石河子新城兵团小礼堂                                 | 近现代重要史迹及代表性建筑 | 1952年                   | 新疆生产建设兵团第八师石河子市   | 石河子市           |      | 2019年作为“石河子军垦旧址”之一列入第八批全国重点文物保护单位 |
| 第八师石河子市石河子造纸厂礼堂                                     | 近现代重要史迹及代表性建筑 | 1959年                   | 新疆生产建设兵团第八师石河子市   | 石河子市           |      |                                                              |
| 第九师一六一团孙龙珍屯垦戍边陈列馆（烈士纪念馆）                   | 近现代重要史迹及代表性建筑 | 1969年                   | 新疆生产建设兵团第九师白杨市     | 一六一团           |      |                                                              |
| 第九师一六一团孙龙珍军垦烈士陵园                                   | 近现代重要史迹及代表性建筑 | 1969年                   | 新疆生产建设兵团第九师白杨市     | 一六一团           |      |                                                              |
| 第九师一六三团民兵边防哨所旧址                                     | 近现代重要史迹及代表性建筑 | 1963年                   | 新疆生产建设兵团第九师白杨市     | 一六三团           |      |                                                              |
| 第十二师一〇四团盛世才西山住所                                     | 近现代重要史迹及代表性建筑 | 1933年                   | 新疆生产建设兵团第十二师         | 一〇四团           |      |                                                              |
| 第十二师二二二团八连军垦遗址                                       | 近现代重要史迹及代表性建筑 | 1968年                   | 新疆生产建设兵团第十二师         | 二二二团           |      |                                                              |
| 第十二师二二二团五连粮仓旧址                                       | 近现代重要史迹及代表性建筑 | 1962年                   | 新疆生产建设兵团第十二师         | 二二二团           |      |                                                              |
| 第十三师红星二场军垦地窝子遗址                                     | 近现代重要史迹及代表性建筑 | 1950年                   | 新疆生产建设兵团第十三师新星市   | 红星二场           |      |                                                              |
| 第十三师红星二场场部旧址（含机关办公室、家属住宅、大礼堂）         | 近现代重要史迹及代表性建筑 | 1953年                   | 新疆生产建设兵团第十三师新星市   | 红星二场           |      |                                                              |
| 第十三师红星二场八连营房旧址                                       | 近现代重要史迹及代表性建筑 | 1967年                   | 新疆生产建设兵团第十三师新星市   | 红星二场           |      |                                                              |
| 第十三师红星二场三连红星俱乐部旧址                                 | 近现代重要史迹及代表性建筑 | 1982年                   | 新疆生产建设兵团第十三师新星市   | 红星二场           |      |                                                              |
| 第十三师红星二场五道沟渠首                                         | 近现代重要史迹及代表性建筑 | 1952年                   | 新疆生产建设兵团第十三师新星市   | 红星二场           |      |                                                              |
| 第十三师红星二场粮仓旧址                                           | 近现代重要史迹及代表性建筑 | 1966年                   | 新疆生产建设兵团第十三师新星市   | 红星二场           |      |                                                              |
| 第十三师红星一场军垦厂区旧址                                       | 近现代重要史迹及代表性建筑 | 1958年                   | 新疆生产建设兵团第十三师新星市   | 红星一场           |      |                                                              |
| 第十四师四十七团老战士陵园（含四十七团将军树）                     | 近现代重要史迹及代表性建筑 | 1955年                   | 新疆生产建设兵团第十四师昆玉市   | 四十七团第二作业区 |      |                                                              |
| 第十四师四十七团老兵村旧址                                         | 近现代重要史迹及代表性建筑 | 1998年                   | 新疆生产建设兵团第十四师昆玉市   | 四十七团第二作业区 |      |                                                              |
| 第十四师四十七团老一连旧址（含入口处的铁质大门）                   | 近现代重要史迹及代表性建筑 | 1998年                   | 新疆生产建设兵团第十四师昆玉市   | 四十七团第二作业区 |      |                                                              |

## 第三批
2024年2月，新疆生产建设兵团办公厅印发《关于公布新疆生产建设兵团第三批文物保护单位的通知》，公布37处兵团级文物保护单位，类别包括古遗址和近现代重要史迹及代表性建筑。
| 名称                                     | 类别                       | 时代                   | 师（市）                         | 地址                                     | 图像 | 状态 |
| ---------------------------------------- | -------------------------- | ---------------------- | -------------------------------- | ---------------------------------------- | ---- | ---- |
| 索伦古城遗址                             | 古遗址                     | 唐代                   | 新疆生产建设兵团第四师可克达拉市 | 六十二团6连                              |      |      |
| 拱宸城遗址                               | 古遗址                     | 清代                   | 新疆生产建设兵团第四师可克达拉市 | 六十二团6连                              |      |      |
| 阿力麻里故城遗址                         | 古遗址                     | —                      | 新疆生产建设兵团第四师可克达拉市 | 六十一团2连                              |      |      |
| 西山农场烽火台遗址                       | 古遗址                     | 唐代                   | 新疆生产建设兵团第十二师         | 西山农牧场烽火台小镇                     |      |      |
| 第十三师黄田农场八大石遗址群             | 古遗址                     | 青铜时代至早期铁器时代 | 新疆生产建设兵团第十三师新星市   | 黄田农场八大石村                         |      |      |
| 喀孜纳克佛寺遗址                         | 古遗址                     | —                      | 新疆生产建设兵团第十四师昆玉市   | 二二五团3连                              |      |      |
| 第一师四团托木尔峰酒厂                   | 近现代重要史迹及代表性建筑 | 1950年代末             | 新疆生产建设兵团第一师阿拉尔市   | 四团永宁镇                               |      |      |
| 第一师五团老龙口                         | 近现代重要史迹及代表性建筑 | 1956年                 | 新疆生产建设兵团第一师阿拉尔市   | 五团沙河镇北约20公里，盐山口处           |      |      |
| 第一师阿拉尔市胜利三渠第一拱桥           | 近现代重要史迹及代表性建筑 | 1956年                 | 新疆生产建设兵团第一师阿拉尔市   | 五团沙河镇北约19公里，胜利三区上游       |      |      |
| 第一师六团8连老俱乐部                    | 近现代重要史迹及代表性建筑 | 1970年代               | 新疆生产建设兵团第一师阿拉尔市   | 六团8连居民区中                          |      |      |
| 第一师十团大治渡槽                       | 近现代重要史迹及代表性建筑 | 1972年                 | 新疆生产建设兵团第一师阿拉尔市   | 十团5连                                  |      |      |
| 第一师十团6连老俱乐部                    | 近现代重要史迹及代表性建筑 | 1960年代               | 新疆生产建设兵团第一师阿拉尔市   | 十团6连                                  |      |      |
| 第二师铁门关市十八团渠                   | 近现代重要史迹及代表性建筑 | 1950年代               | 新疆生产建设兵团第二师铁门关市   | 铁门关市                                 |      |      |
| 第三师图木舒克市农垦厅第二修配厂旧址     | 近现代重要史迹及代表性建筑 | 1966年                 | 新疆生产建设兵团第三师图木舒克市 | 永安坝社区                               |      |      |
| 第三师四十四团值班连旧址                 | 近现代重要史迹及代表性建筑 | 1969年                 | 新疆生产建设兵团第三师图木舒克市 | 四十四团永安镇                           |      |      |
| 第三师四十一团8连连部旧址                | 近现代重要史迹及代表性建筑 | 1964年                 | 新疆生产建设兵团第三师图木舒克市 | 四十一团8连                              |      |      |
| 第三师四十四团15连连部旧址               | 近现代重要史迹及代表性建筑 | 1969年                 | 新疆生产建设兵团第三师图木舒克市 | 四十四团永安镇15连                       |      |      |
| 第三师原四十三团前进三场轧花厂旧址       | 近现代重要史迹及代表性建筑 | 1962年                 | 新疆生产建设兵团第三师图木舒克市 | 四十五团前海镇10连                       |      |      |
| 第三师图木舒克市原工程团团部旧址         | 近现代重要史迹及代表性建筑 | 1966年                 | 新疆生产建设兵团第三师图木舒克市 | 四十九团海安镇小海子社区                 |      |      |
| 第三师图木舒克市原工程团学校旧址         | 近现代重要史迹及代表性建筑 | 1966年                 | 新疆生产建设兵团第三师图木舒克市 | 四十九团海安镇小海子社区                 |      |      |
| 第三师托云牧场3连场部旧址                | 近现代重要史迹及代表性建筑 | 1967年                 | 新疆生产建设兵团第三师图木舒克市 | 托云牧场3连                              |      |      |
| 第三师原四十三团前进三场大礼堂旧址       | 近现代重要史迹及代表性建筑 | 1964年                 | 新疆生产建设兵团第三师图木舒克市 | 四十五团前海镇9连                        |      |      |
| 第三师原四十三团前进三场库房旧址         | 近现代重要史迹及代表性建筑 | 1964年                 | 新疆生产建设兵团第三师图木舒克市 | 四十五团前海镇10连                       |      |      |
| 那林果勒哨所（一号哨所）                 | 近现代重要史迹及代表性建筑 | 1963年                 | 新疆生产建设兵团第四师可克达拉市 | 七十四团                                 |      |      |
| 苏木拜哨所（边防老哨所）                 | 近现代重要史迹及代表性建筑 | 1915年                 | 新疆生产建设兵团第四师可克达拉市 | 七十六团6连                              |      |      |
| 第五师八十八团边境戍边民兵哨所旧址       | 近现代重要史迹及代表性建筑 | 1962年                 | 新疆生产建设兵团第五师双河市     | 八十八团卡昝河边境                       |      |      |
| 江巴斯边防哨所（五师九〇团民兵戍边遗址） | 近现代重要史迹及代表性建筑 | 1962年                 | 新疆生产建设兵团第五师双河市     | 阿拉山口江巴斯沟口                       |      |      |
| 第七师一二五团（原二十五团）司令部旧址   | 近现代重要史迹及代表性建筑 | 1963年                 | 新疆生产建设兵团第七师胡杨河市   | 一二五团柳兴社区人民路（东）831号        |      |      |
| 第七师一二六团“戈壁母亲”故居早期建筑群   | 近现代重要史迹及代表性建筑 | 1963年                 | 新疆生产建设兵团第七师胡杨河市   | 一二六团健康路                           |      |      |
| 第七师一二六团老轧花厂                   | 近现代重要史迹及代表性建筑 | 1963年                 | 新疆生产建设兵团第七师胡杨河市   | 一二六团育才路                           |      |      |
| 第八师一四二团32连彩门旧址               | 近现代重要史迹及代表性建筑 | 1965年                 | 新疆生产建设兵团第八师石河子市   | 一四二团32连                             |      |      |
| 第八师一四八团大礼堂旧址                 | 近现代重要史迹及代表性建筑 | 1964年                 | 新疆生产建设兵团第八师石河子市   | 一四八团团结路                           |      |      |
| 第八师一四八团毛主席语录碑               | 近现代重要史迹及代表性建筑 | 1966年                 | 新疆生产建设兵团第八师石河子市   | 一四八团6连                              |      |      |
| 第十二师二二一团红星渠首及窑洞旧址       | 近现代重要史迹及代表性建筑 | 1957年                 | 新疆生产建设兵团第十二师         | 二二一团                                 |      |      |
| 第十三师火箭农场毛主席像塔群             | 近现代重要史迹及代表性建筑 | 1960年代               | 新疆生产建设兵团第十三师新星市   | 火箭农场文体广电服务中心及所在连队、社区 |      |      |
| 第十三师柳树泉农场毛主席画像影壁         | 近现代重要史迹及代表性建筑 | 1960年代               | 新疆生产建设兵团第十三师新星市   | 柳树泉农场沙枣泉以西3千米                |      |      |
| 第十四师一牧场1连喀尔苏阵地              | 近现代重要史迹及代表性建筑 | 1960年代               | 新疆生产建设兵团第十四师昆玉市   | 一牧场1连                                |      |      |